# Need for Speed: The Run
Need for Speed: The Run (с англ. — «Жажда скорости: Забег») — компьютерная игра серии Need for Speed в жанре аркадных автогонок с элементами экшена, изданная компанией Electronic Arts в 2011 году для консолей, компьютеров и мобильных телефонов. Локализатором Need for Speed: The Run выступила компания «1С-СофтКлаб», выпустившая игру полностью на русском языке.
По сюжету игры главный герой Джек Рурк был атакован мафией и вынужден участвовать в гонке под названием «The Run», начинающуюся в Сан-Франциско и заканчивающуюся в Нью-Йорке, чтобы спасти свою жизнь. Need for Speed: The Run сочетает в себе уличные гонки с полицейскими преследованиями. Помимо этого, в игре присутствуют интерактивные действия, Quick Time Event, с помощью которых игрок должен продвигаться по сюжету. Версия Need for Speed: The Run для консолей Wii и 3DS значительно отличается, как в игровом, так и сюжетном плане. В отличие от предыдущих частей серии, The Run включает в себя обширную коллекцию гонок.
Разработчики приняли решение развивать в игре инновационные идеи и возможности, для чего основным направлением команды стало использование игрового движка Frostbite Engine 2. Need for Speed: The Run получила разносторонние отзывы от игровой прессы. Некоторые обозреватели хвалили красивые трассы и нововведения в геймплей, но другие разочаровались в искусственном интеллекте и короткой продолжительности. Это была последняя игра, разработанная EA Black Box, так как студия закрылась в апреле 2013 года.
31 мая 2021 года разработчики приняли решение прекратить цифровые продажи, они объяснили это тем, что количество игроков сильно упало, и дальнейшую поддержку посчитали нерентабельной, Компания перенаправила ресурсы на разработку будущих игр серии Need for Speed.

## Игровой процесс
Need for Speed: The Run представляет собой аркадную гоночную игру с элементами экшена, которая выполнена в трёхмерной графике. Перед началом прохождения можно выбрать один из четырёх уровней сложностей: низкий, средний, высокий и экстремальный (последний становится доступным только после прохождения игры на другом уровне сложности).
В «The Run» игроки будут участвовать в гонке, проводящейся нелегально и имеющей высокие ставки. Для участия в гонке нужно заплатить 250 тысяч долларов. Гонка стартует в Сан-Франциско, оканчивается в Нью-Йорке, и будет проходить через города Лас-Вегас, Денвер, Чикаго, Кливленд и другие. В игре отсутствует разделение гонок на спринт, дрифт и так далее. Вся гонка состоит из десяти этапов, в каждом из которых придётся отыгрывать позиции у других гонщиков. Кроме того, в игре остаётся режим «Контрольная точка», который почти не претерпел изменений, и, так называемые, «Битвы», в которых игрок сражается за места с сильнейшими гонщиками. Всего в «The Run» участвуют 211 гонщиков, включая главного героя. Начиная в Сан-Франциско на последней позиции, игрок постепенно доходит до вершины в Нью-Йорке. Победитель получает 25 миллионов долларов. Также в игре присутствует режим повтора с последней контрольной точки. Он автоматически отправляет на последнюю контрольную точку, если игрок разбился, уехал в другую сторону или был арестован. Игрок может включать его самостоятельно. Количество повторов ограничено. Если все будут утрачены, то наступит конец игры и гонку (этап) придется начинать сначала. Также игра сильно выделяется на фоне предыдущих её частей наличием на некоторых этапах режима QTE, в котором нужно нажимать необходимые клавиши, чтобы продвигаться по сюжету в сцене (например, управляя главным героем, убегать от полицейского по улице или выбираться из перевёрнутой машины, упавшей на железнодорожный путь).

### Мультиплеер
В одном онлайн-матче могут участвовать до восьми игроков. Игроки могут устраивать вечеринки с друзьями, выбирать плейлист из своих любимых испытаний и соревноваться за превосходство на каждом этапе игры. Кроме того, игрокам больше никогда не придется ждать в лобби, даже если они присоединяются к гонке. Многопользовательские матчи разделены на плейлисты разных типов, такие как Supercar Challenge, NFS Edition Racing, The Underground, Mixed Competition, Exotic Sprint и Muscle Car Battles. Большинство из этих режимов относятся к разным типам автомобилей для каждой гонки, но Supercar Challenge предназначен исключительно для самых быстрых автомобилей на самых быстрых трассах. Игрок может выбрать событие и проголосовать за гоночную трассу, на которой должна проходить многопользовательская игра. Игроки также принимают участие в системе вознаграждений, известной как «Бонусное колесо», которая случайным образом выбирает награду и необходимые для нее критерии цели.

### Версии для Wii и 3DS
Игра похожа на Need for Speed: Hot Pursuit. Игроки мчатся по автострадам, пока не встретят полицейскую машину. Затем полиция пытается преследовать их и разбить их машину. Они также сталкиваются с другими целями, такими как прямая гонка. Есть еще один режим, в котором игроки «сражаются» с соперником. Они также могут мчаться к пунктам взимания платы, которые также служат контрольно-пропускными пунктами.
Версия для 3DS также включает Autolog, который интегрирован в режим карьеры и использует 40 игровых задач, разбросанных по всей кампании. В игре также используются преимущества StreetPass, позволяющие игрокам загружать свои лучшие результаты Autolog на другие устройства Nintendo 3DS. В многопользовательской игре есть режим прямой гонки, в котором соревнуются восемь человек. Также есть режим «Четыре на четыре: Копы против гонщиков». Игра поддерживает Wi-Fi и локальные беспроводные соединения. Однако в версии для Wii отсутствует онлайн-игра, но есть многопользовательский режим с разделенным экраном.

## Сюжет
Игра начинается с попытки убийства главного героя Джека Рурка путём спрессования его вместе с автомобилем на автомобильной свалке. Из-за своего скандального характера он увяз в долгах и должен кучу денег мафии. Выбравшись из пресса, Джек угоняет белую Audi RS4 и успешно скрывается от мафиози. Затем действие переходит в кафе, где Джек узнает от своей подруги Сэм Харпер о масштабной гонке от Сан-Франциско до Нью-Йорка под названием «The Run». В «The Run» участвуют около 211 гонщиков и гонка удлиняется на 5000 километров, а главный приз — 25 000 000 долларов. Джек понимает, что эта гонка — его единственная надежда на спасение. Джеку предоставляют небольшой выбор автомобилей. Выбрав машину, Джек едет на первый заезд «The Run». Вскоре он узнал, что ему надо добраться до Лас-Вегаса в числе первых 150 гонщиков. Перегоняя соперников, Джек у Лас-Вегаса встречает Милу Белову и Никки. Они успели обхитрить его и первыми, оставляя Джека, погнали в Лас-Вегас. Но всё-таки ему удаётся добраться до первых 150. Главным противником Джека является Маркус Блэквел из богатой чикагской семьи, его дядя является главой мафии. В Нью-Йорке идёт «битва» между Джеком и Маркусом, но впоследствии автомобиль Маркуса разбивается перед самым финишем. Так Джек побеждает в «The Run». Спустя 8 часов он в Бруклине. Сэм говорит, что его доля ждёт в ячейке камеры хранения на Центральном вокзале и предлагает ещё одну опасную поездку. После финальных титров показывается, как Джек уезжает от полицейских, говоря Сэм, что его дела великолепны, и становится ясно, что Джек согласился на её предложение.

## Разработка и выход игры
Со времени выхода Need for Speed: Undercover, EA Black Box работала над этой частью серии, продолжая разворачивать действия вокруг игрового процесса уличных гонок из своих предыдущих игр Black Box. Эта игра имеет расширенные возможности для разработки, чтобы дать разработчикам шанс создать игру, которая «действительно могла бы выйти за рамки жанра». Подтверждено, что в игре будут использованы вымышленные сюжет и персонажи.
Разработчики используют игровой движок Frostbite Engine 2, используемый также в игре Battlefield 3 компании DICE. EA Black Box заявила, что движок Frostbite 2 позволяет The Run выглядеть сногсшибательно и является не только самым лучшим игровым движком, но также и самым разносторонним. На конечной стадии разработки операционная система Windows XP была исключена из списка поддерживаемых операционных систем, что в дальнейшем привело к потере незначительной части игровой аудитории.
Основная платформа для The Run — PlayStation 3. На E3 2011 была анонсирована версия игры для PlayStation 3, которая включала эксклюзивные модели автомобилей: Bugatti Veyron Super Sport, Lexus LFA, Hennessey Venom GT, Gumpert Apollo Sports, Lamborghini Countach 5000QV, Koenigsegg Agera R и Porsche Carrera GT. Изначально игра также должна была выйти для платформы iOS, но в итоге разработка этой версии была отменена.

Игра была выпущена в стандартном, а также ограниченном издании, в которое входят эксклюзивные автомобили. В патче 1.1.0.0 исправлены некоторые технические проблемы и добавлены новые машины. В дополнение Italian Pack, выпущенное в начале 2012 года, входят несколько новых автомобилей.
«Это год, когда Need for Speed выходит на новый уровень. Мы думаем, что Need for Speed: The Run удивит людей своим напряженным, захватывающим сюжетом и масштабным действием. Но игра была бы ничем без горячих машин и безумно быстрые погони. Именно это мы и представляем — взрывные гонки, в которых игроки будут флиртовать с катастрофой на скорости 200 миль в час».

— Джейсон Делонг, исполнительный продюсер

### Маркетинг и выход
Перед выпуском Need for Speed: The Run активно рекламировалась и продвигалась с помощью многочисленных трейлеров в Интернете и на телевидении. Знаменитый голливудский режиссер боевиков Майкл Бэй снял телевизионную рекламу игры. В рекламе показаны взрывы, автокатастрофы, суперкары и полицейские машины. В дополнение к стандартному изданию было анонсировано ограниченное издание игры, доступное по предварительному заказу. Ограниченное издание имеет множество преимуществ по сравнению со стандартным изданием, в том числе эксклюзивную упаковку, три эксклюзивных автомобиля (Lamborghini Aventador, Chevrolet Camaro ZL1 и Porsche 911 и Carrera S) и пять эксклюзивных испытаний с дополнительными наградами и достижениями.
Было три предложения по предварительному заказу в нескольких торговых точках. Каждый предварительный заказ состоял из двух бонусных автомобилей и трех событий, вдохновленных «эксклюзивной» серией испытаний, которые зависели от торговых точек, в которых игрок предварительно заказал игру. Три предлагаемые «эксклюзивные» серии Challenge были вдохновлены предыдущими играми EA Black Box для Need for Speed: Underground, Most Wanted и Carbon. Nissan 370Z (Z34) Underground Edition и Nissan Skyline GT-R (R32) Underground Edition включены в серию Need for Speed The Run Underground Challenge в качестве бонусных автомобилей, а BMW M3 GTS Most Wanted Edition и Razor's Mustang Boss 302 включены в серии Need for Speed The Run Most Wanted Challenge в качестве бонусных автомобилей, а Corvette Z06 (C6) Carbon Edition (C6) и Audi R8 V10 Дариуса включены в серию Need for Speed The Run Carbon Challenge в качестве бонусных автомобилей. Покупка игры через Origin сопровождалась двумя специальными предложениями. Те, кто сделал предварительный заказ игры, получили цифровую загрузку для ПК для одной из пяти прошлых игр Need for Speed (Hot Pursuit, Shift 2: Unleashed, Shift, Undercover и ProStreet). Серия Need for Speed The Run Carbon Challenge также была включена в качестве бонуса за предварительный заказ. Это предложение было доступно только до 14 ноября 2011 года. Те, кто купил игру после 14 ноября через Origin, получили скидку на семь гоночных игр EA, включая The Run, Shift 2: Unleashed, Shift, Hot Pursuit, Undercover, ProStreet и Burnout. Это предложение было доступно до 31 декабря.
Для продвижения игры в Европе EA и Need for Speed провели в 2011 году поиск европейских представителей Need for Speed. Этот поиск по всему континенту был направлен на то, чтобы обнаружить двух женщин с безграничной энергией, общительным характером и дерзким стилем, слитым со страстью к автомобилям и играм. Победители выступали в качестве послов Need for Speed на мероприятиях в течение 2012 года, в том числе представляли продукты Need for Speed на громких игровых мероприятиях по всей Европе и гоночную команду Team Need for Speed в престижном европейском чемпионате FIA GT3 и программе Euro Drift. Поиски моделей велись на пяти территориях: Франции, Германии, Норвегии, России и Великобритании. Финалисты были выбраны из каждой территории, а два последних победителя были объявлены в ноябре 2011 года в связи с выпуском Need for Speed: The Run. Чтобы продвигать игру в США, Канаде и Великобритании, EA объявила конкурс, раздав один Porsche Carrera S 2012 года. Все, что нужно было сделать, это принять участие в конкурсе, войдя в систему с учетной записью EA, или зарегистрироваться бесплатно.
Electronic Arts и Sports Illustrated объявили о маркетинговом партнерстве для франшизы Need for Speed, «объединяющем миры моды, видеоигр, автомобилей и красоты в первом в своем роде партнерстве». EA объявила, что образы модели обложки выпуска купальников Sports Illustrated 2011 года Ирины Шейк и модели Крисси Тейген появляются в игре в рамках рекламной сделки, заключенной между издателем игры и популярным спортивным журналом. Перекрёстное продвижение не ограничивается появлением моделей в игре. Sports Illustrated — рекламодатель, размещаемый на рекламных щитах, которые появляются в игровом пространстве. Sports Illustrated предложила пакет, в котором покупатели получали шестимесячную подписку «Полный доступ» на Sports Illustrated, копию Need for Speed: The Run для PlayStation 3 или Xbox 360 и DVD с документальным фильмом «Создание Need for Speed: The Run». с двумя моделями в купальниках в главных ролях. EA также сотрудничала с Adidas для производства 100 пар обуви, связанных с Need for Speed: The Run. Первые 50 пар обуви были доступны в магазине Adidas Originals в Чикаго 10 октября, а еще 50 — в магазине в Сан-Франциско 22 октября. Тот, кто первым купит обувь, был приглашен на «эксклюзивные стартовые» мероприятия в магазинах. через несколько дней.
Демо-версия игры была выпущена сначала в Xbox Live 18 октября (срок действия истек 1 ноября) и в PlayStation Network 19 октября (срок действия также истек 1 ноября), за месяц до запуска игры. В демоверсии было два уровня: Пустынные холмы, Калифорния и Перевал Независимости, Колорадо, на Lamborghini Gallardo LP 550-2 Valentino Balboni, а также поддерживалась функция «пригласить друга для загрузки демо», дающая игрокам доступ к Porsche 911 Carrera S 2012. Autolog также реализован в демоверсии, что позволяет игроку сравнивать лучшее время с друзьями на двух трассах. Need for Speed объединилась с HP и Vagrant Records, чтобы позволить фанатам решить, какую из любимых групп они хотели бы видеть в The Run. Поклонники могли проголосовать за свою любимую песню и исполнителя, включая песню «Mama Taught Me Better» от Black Rebel Motorcycle Club, «Solar» от MonstrO и «Tropical Depression» от The Night Marchers, на официальном сайте The Run.

### Загружаемый контент
Первый пакет загружаемого контента (DLC) после запуска под названием «Signature Edition Booster Pack» включает девять новых автомобилей, все модифицированные до безумных уровней, от Nissan 370Z «Venom» до Porsche 911 GT3 RS 4.0 «Falken». Второй пакет DLC после запуска, названный «Итальянский пакет», включает семь новых автомобилей (Alfa Romeo 8C Competizione, Lancia Delta HF Integrale Evoluzione, Lamborghini Diablo SV, Lamborghini Gallardo LP 570-4 Superleggera, Pagani Zonda R, Maserati GranTurismo MC Stradale, Maserati MC12) и десять новых испытаний, добавленных в серию испытаний. Третье DLC — это набор «Герои и злодеи», в который входят все автомобили, доступные для загрузки по предварительному заказу.

## Оценки и мнения
| Сводный рейтинг       | Сводный рейтинг                                                    |
| Агрегатор             | Оценка                                                             |
| --------------------- | ------------------------------------------------------------------ |
| GameRankings          | 70 % (Wii) 69,92 % (X360) 68,20 % (3DS) 64,04 % (PS3) 60,14 % (PC) |
| Metacritic            | 69/100 (PC) 68/100 (X360) 65/100 (3DS) 64/100 (PS3) 64/100 (Wii)   |
| MobyRank              | 65/100 (PC) 63/100 (X360) 60/100 (PS3)                             |
| Иноязычные издания    |                                                                    |
| Издание               | Оценка                                                             |
| 1UP.com               | C+ (X360/PS3)                                                      |
| AllGame               | (PC/X360/PS3/Wii/3DS)                                              |
| CVG                   | 8,1/10 (X360)                                                      |
| Destructoid           | 8,5/10 (X360)                                                      |
| Edge                  | 3/10 (PS3)                                                         |
| EGM                   | 9/10 (X360)                                                        |
| Eurogamer             | 5/10 (PS3)                                                         |
| Game Informer         | 7,75/10 (X360/PS3)                                                 |
| GamePro               | (X360/PS3)                                                         |
| GameRevolution        | A- (X360)                                                          |
| GameSpot              | 7/10 (X360/PS3)                                                    |
| GameSpy               | (PC)                                                               |
| GamesRadar+           | 8/10 (X360)                                                        |
| GameTrailers          | 8,4/10 (X360/PS3)                                                  |
| Giant Bomb            | (X360/PS3)                                                         |
| IGN                   | 6,5/10 (X360/PS3)                                                  |
| Joystiq               | (X360)                                                             |
| Nintendo Life         | 7/10 (3DS)                                                         |
| ONM                   | 69/100 (Wii) 62/100 (3DS)                                          |
| OXM                   | 5/10 (X360)                                                        |
| PALGN                 | 7/10 (PS3)                                                         |
| PC Gamer (US)         | 53/100 (PC)                                                        |
| Play (UK)             | 6,3/10 (PS3)                                                       |
| TeamXbox              | 5/10 (X360)                                                        |
| The Guardian          | 6/10                                                               |
| VideoGamer            | 6/10 (X360/PS3)                                                    |
| XboxAddict            | 77 % (X360)                                                        |
| Русскоязычные издания |                                                                    |
| Издание               | Оценка                                                             |
| 3DNews                | 7/10 (PC)                                                          |
| Absolute Games        | 60 % (PC)                                                          |
| «PC Игры»             | 7/10 (PC)                                                          |
| PlayGround.ru         | 6,3/10 (X360)                                                      |
| «Страна игр»          | 6/10 (PC/X360/PS3)                                                 |

Need for Speed: The Run была неоднозначно встречена рецензентами. На сайте Metacritic средняя оценка составляет 69/100 в версии для PC, 68/100 для Xbox 360, 65/100 для 3DS и 64/100 для PlayStation 3 и Wii. На GameRankings опубликована следующая статистика: 70 % для Wii, 69,92 % для Xbox 360, 68,20 % для 3DS, 64,04 % для PlayStation 3 и 60,14 % для ПК.

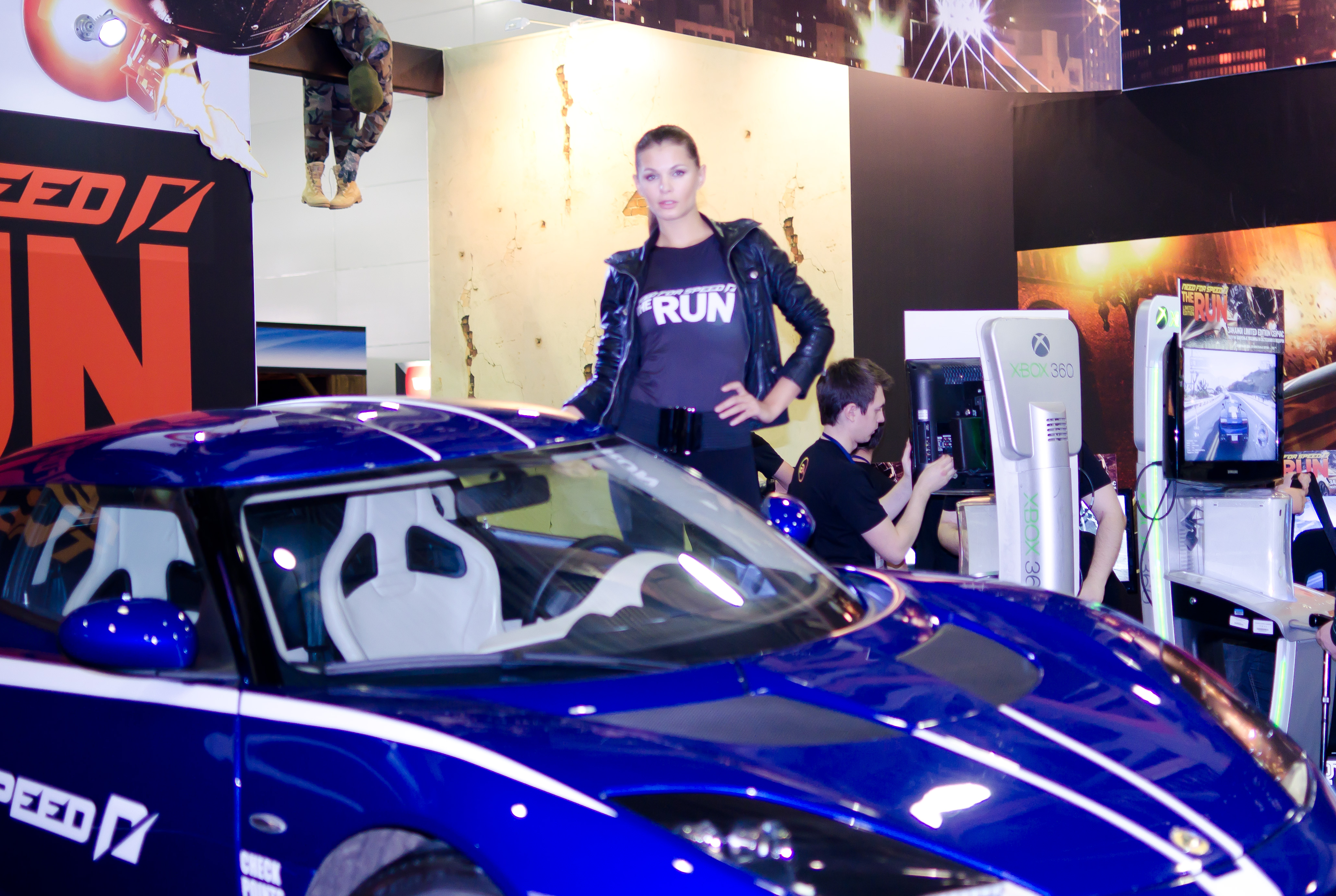
Игромир 2011

Первый обзор был опубликован Game Informer, который дал игре 7,75 баллов из 10, сказав, что: «Need for Speed: The Run ни в коем случае не является плохой игрой; она просто не использует свои шансы. Путь от Сан-Франциско до Нью Йорка довольно долгий, и он становится еще дольше, когда в промежутке между ними почти ничего не происходит». Еще пара положительных отзывов включает GameTrailers, который дал ей 8,4 балла из 10, написав: «Need for Speed: The Run спотыкается о яркий, но недоработанный сюжет, а также о некоторые неудачные дизайнерские решения. Тем не менее, это компенсируется увлекательными трассами, доставляющих удовольствие и простого мультиплеера, который не даёт заскучать». 
IGN дал оценку 6,5 «Хорошо», заявив: «Весь этот удивительный гоночный экшн несколько теряется среди несуществующей истории, тупого/заскриптованного ИИ, отсутствия опций и общей краткости игры. The Run — это не марафонская гонка, это быстрая и грязная гонка на дрэг-рейсинге». 1UP поставил ему C+, заявив: «The Run использует неловко серьезный подход к своей истории, чтобы провести кампанию по пересеченной местности, которая иногда волнует, но часто разочаровывает и на удивление банальна». 
VideoGamer дал оценку 6 из 10, заявив: «Худший из технических недостатков игры - это производительность с ужасающе низкой частотой кадров в нашей исправленной розничной версии для PS3, когда вы внезапно тормозите или проходите множество поворотов». GamesRadar более положительно оценил игру, которая дал ему 8 баллов из 10 и заявил: «Возможно, Need for Speed The Run не обеспечит столько часов развлечений, как предыдущие игры NFS, но зато в нем есть уникальные события и несколько невероятно захватывающих последовательностей погонь, а это означает, что он содержит много развлечений в час. Он не очень прощает ошибки, но в результате дает большую награду». на предыдущей работе Black Box, Undercover, но ему нужно было больше таких моментов, как лавина и менее монотонные автострады. Кампания закончилась во второй половине дня, а остальная часть пакета не предлагает ничего, что заставило бы вас продолжать играть, поэтому The Run — это приличное одноразовое развлечение, которое будет забыто, как только вы перейдете к чему-то другому». 
GamePro дал оценку 6 из 10, написав: «Путешествие по Америке прекрасно прорисовано, впечатляюще запечатлены разнообразные пейзажи, когда вы путешествуете по Сьерре, Великим равнинам и направляетесь к восточному побережью. Качество фильмов тоже очень хорошее, а лица персонажей хорошо переданы, чтобы передать эмоции. Но сюжет и геймплей просто не оправдывают свою часть сделки, и игра в конечном итоге не реализует свой значительный потенциал». 
Edge дал игре самую низкую оценку 3 из 10, заявив: «Представление о том, что игры — это пустая трата времени, конечно, нонсенс, но… наполненная затянутыми загрузочными экранами, долгим нахождением в меню и не пропускаемыми кат-сценами, часто заставляют ощущать, что мы больше смотрим, чем играем. Пустая трата времени, иначе говоря». Они раскритиковали множество технических и графических багов, говоря: "Иногда световые эффекты смешиваются с текстурами, превращаясь в странные маслянистые завихрения, а иной раз кажется, что мы едем по одному большому полигону." Однако, в дополнение, они признали, что несмотря на недостатки, игра имеет удачную концепцию, иногда дающая то редкое чувство эскапизма, к которому так стремятся многие аркадные гонки: "The Run, возможно, содержит не так много интересного, но благодаря необычному подходу к жанру она, по крайней мере, пытается сделать что-то новое.".
Несмотря на смешанные рецензии, Академия Интерактивных Искусств и Наук отметила Need for Speed: The Run номинацией "За выдающиеся достижения в области аудиодизайна" на 15-й Annual Interactive Achievement Awards.